# Ирландия на летних Олимпийских играх 1988
Ирландия завершила своё выступление на летних Олимпийских играх 1988 года. Команда состояла из 61 человека — 52 мужчин и 9 женщин, которые выступили в 12 видах спорта.
- Стрельба из лука
- Лёгкая атлетика
- Бокс
- Гребля на каноэ
- Велосипедный спорт
- Дзюдо
- Плавание
- Теннис
- Вольная борьба
- Конный спорт
- Академическая гребля
- Парусный спорт

Среди спортсменов страны медалистов нет.
Самым молодым участником сборной Ирландии стал семнадцатилетний пловец Стивен Куллен, а самым старшим — Джеймс Уолш в возрасте 39 лет.

## Стрельба из лука
Страна участвовала в данном виде состязаний в четвёртый раз, была представлена двумя мужчинами и одной женщиной.
Женщины. Личное первенство:
- Pereira Greene[англ.] — предварительный раунд (→ 38 место)

Мужчины. Личное первенство:
- Joseph Malone[англ.] — предварительный раунд (→ 69 место)
- Noel Lynch[англ.] — предварительный раунд (→ 74 место)

## Лёгкая атлетика
Мужчины. Марафон
- Dick Hooper[англ.]

- финишировал — 2"17.16 (→ 24 место)

- John Woods[англ.]

- финишировал — 2"25.38 (→ 52 место)

Мужчины 3000 м
- Brendan Quinn[англ.]

- 8:40.87
- полуфинал — 8:43.34 (→ не достиг)

Молот
- Connor McCullagh[англ.]

- квалификация — 68.66m (→ выбыл)

Мужчины. Копьё
- Terry McHugh[англ.]

- Квалификация — 76.46m (→ выбыл)

Мужчины. Семиборье
- Carlos O'Connell[англ.] — 7310 баллов (→ 29 место)

1. 100 метров — 11.26
2. Прыжок в длину — 6.90
3. Толкание ядра — 12.41
4. Прыжок в высоту — 1.88
5. 400 метров — 48.24
6. 110 м с барьерами — 15.61
7. Метание диска — 38.02
8. Прыжок с шестом— 4.40
9. Метание копья — 52.68
10. 1500 метров — 4:32.06

Женщины 3.000 м
- Anne Keenan-Buckley[англ.]

Женщины. Марафон
- Ailish Smyth[англ.]

- Финишировала — 2"44.17 (→ 46 место)

- Marie Murphy-Rollins[англ.]

- Финишировала — 3"04.21 (→ 57 место)

## Бокс
Мужчины до 48 кг
- Уэйн Маккаллох

- Первый раунд —
- Второй раунд — поражение, Fred Mutuweta (Уганда), 5:0
- Третий раунд — поражение, Scotty Olson (Канада), 0:5

## Велоспорт
Индивидуальная шоссейная гонка среди мужчин
- Cormac McCann[англ.]
- John McQuaid[англ.]
- Paul McCormack[англ.]

Мужская командная гонка на время
- Philip Cassidy[англ.]
- Cormac McCann[англ.]
- John McQuaid[англ.]
- Stephen Spratt[англ.]

## Академическая гребля
Мужчины, пары с рулевым
- Pat McDonagh[англ.] — 2е в repechage[англ.] (→ без места)
- Frank Moore — 2е в repechage (→ без места)
- Liam Williams[англ.] — 2е в repechage (→ без места)

## Плавание
Мужчины 200 м вольный стиль
- Stephen Cullen[англ.]

- Heat — 1:57.90 (→ 50 место)

- Richard Gheel[англ.]

- Heat — 2:01.73 (→ 57 место)

Мужчины 100 м на спине
- Stephen Cullen[англ.]

- Heat — 58.82 (→ 29 место)

- Richard Gheel[англ.]

- Heat — 59.37 (→ 36 место)

Мужчины 200 м на спине
- Richard Gheel[англ.]

- Heat — 2:05.71 (→ 25 место)

- Stephen Cullen[англ.]

- Heat — 2:06.98 (→ 27 место)

Мужчины 100 м брасс
- Gary O'Toole[англ.]

- Heat — 1:05.34 (→ 34 место)

Мужчины 200 м брасс
- Gary O'Toole[англ.]

- Heat — 2:18.93 (→ 18 место)

Мужчины 200 м Individual Medley
- Gary O'Toole[англ.]

- Heat — 2:07.77 (→ 20 место)

Женщины 100 м на спине
- Мишель Смит

- Heat — 1:06.22 (→ 27 место)

- Aileen Convery[англ.]

- Heat — 1:06.73 (→ 29 место)

Женщины 200 м на спине
- Мишель Смит

- Heat — 2:19.50 (→ 17 место)

- Aileen Convery[англ.]

- Heat — 2:19.91 (→ 18 место)

Женщины Individual Medley
- Мишель Смит

- Heat — 2:25.53 (→ 26 место)

Женщины Individual Medley
- Мишель Смит

- Heat — 5:01.84 (→ 25 место)

## Теннис
Мужской парный разряд
- Owen Casey[англ.] и Eoin Collins[англ.]

- Первый раунд — проигрыш Амосу Мансдорфу и Гиладу Блюму (Израиль) 2-6 6-7 6-4 5-7